# 陳貞詥
陳貞詥（越南语：／；1879年—？年），號明洲（越南语：／），越南阮朝官員，明鄉人。

## 生平
陳貞詥是承天府香茶縣永治總明鄉社（今屬承天順化省香茶市社香榮社明鄉村）人，嗣德三十二年（1879年）出生，父親是參知陳止信。成泰十八年（1906年），陳貞詥參加承天場鄉試，考中解元。後任機密院行走。保大後期，以侍郎銜致事，但隨即被保大帝任命為御前撰譯。

## 作品
陳貞詥編纂《內閣守冊》一書，著有《明鄉事蹟述言》一文。

## 外部鏈接
- 『明郷事蹟述言』 翻刻ならびにベトナム語訳 （页面存档备份，存于）